# Рандлетт (Юта)
Рандлетт (англ. Randlett) — переписна місцевість (CDP) в США, в окрузі Юїнта штату Юта. Населення — 184 особи (2020).

## Географія
Рандлетт розташований за координатами 40°13′36″ пн. ш. 109°49′51″ зх. д. / 40.22667° пн. ш. 109.83083° зх. д. (40.226746, -109.830810).  За даними Бюро перепису населення США в 2010 році переписна місцевість мала площу 13,52 км², уся площа — суходіл.

## Демографія
Згідно з переписом 2010 року, у переписній місцевості мешкало 220 осіб у 72 домогосподарствах у складі 55 родин. Густота населення становила 16 осіб/км².  Було 85 помешкань (6/км²).
Расовий склад населення:
| - 91,4 % — корінних американців - 5,9 % — білих |

До двох чи більше рас належало 2,3 %. Частка іспаномовних становила 4,1 % від усіх жителів.
За віковим діапазоном населення розподілялося таким чином: 30,5 % — особи молодші 18 років, 58,1 % — особи у віці 18—64 років, 11,4 % — особи у віці 65 років та старші. Медіана віку мешканця становила 31,5 року. На 100 осіб жіночої статі у переписній місцевості припадало 81,8 чоловіків;  на 100 жінок у віці від 18 років та старших — 84,3 чоловіків також старших 18 років.
За межею бідності перебувало 93,5 % осіб, у тому числі 100,0 % дітей у віці до 18 років та 100,0 % осіб у віці 65 років та старших.
Цивільне працевлаштоване населення становило 28 осіб. Основні галузі зайнятості: публічна адміністрація — 60,7 %, роздрібна торгівля — 39,3 %.